# Etmopterus benchleyi
Etmopterus benchleyi conocido como tiburón linterna ninja es una especie de pez esqualiforme de la familia Dalatiidae. Su nombre científico hace referencia a Peter Benchley, escritor estadounidense y autor de la novela Tiburón.

## Descubrimiento y tipo
La especie fue descrita a partir de ocho especímenes recolectados en la costa oeste del Pacífico, frente a América Central, durante una expedición del buque de investigación español Miguel Oliver, de Ross Robertson, investigador del Instituto Smithsoniano de Investigaciones Tropicales. El holotipo y cuatro paratipos fueron descritos y depositados en el Museo Nacional de Historia Natural del Instituto Smithsoniano, en Washington D. C.

## Distribución
Se encuentra en el este del océano Pacífico, a lo largo del talud continental de Nicaragua, el sur con Panamá y Costa Rica. Habita a profundidades de entre 836 y 1443 metros. E. benchleyi es la única especie conocida de Etmopterus que vive frente a las costas de América Central colindantes al océano Pacífico.

## Descripción
La longitud máxima de especímenes masculinos recolectados durante los viajes del Miguel Oliver es de 325 mm, mientras que el de las hembras es de 515 mm. Se distingue de otros miembros del complejo de especies de E. spinax por poseer densas concentraciones de dentículos dérmicos que rodean estrechamente los ojos y aberturas branquiales.